# Pozořice

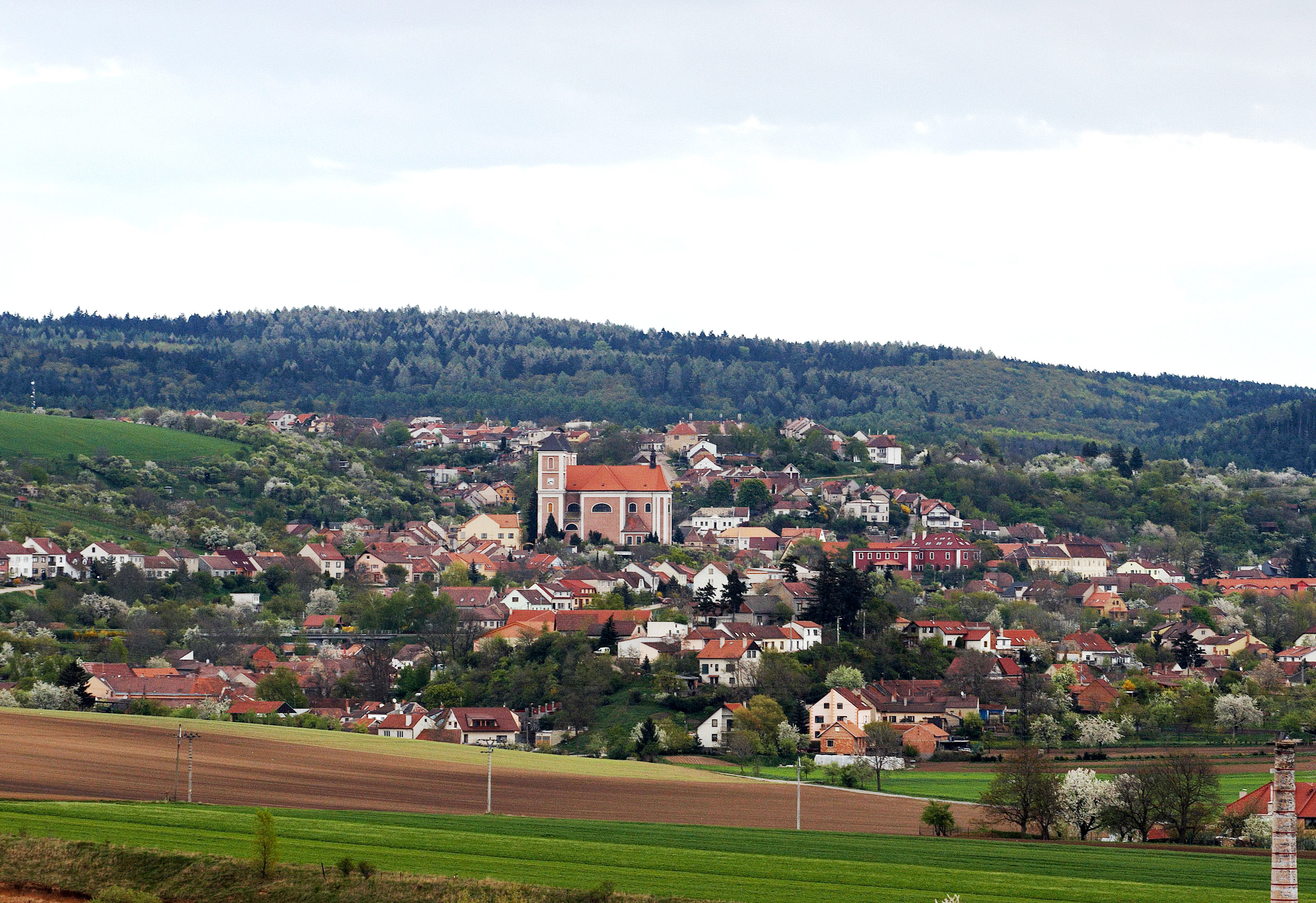
Blick auf den südwestlichen Teil von Pozořice

Pozořice (deutsch: Posorschitz, auch Posoritz) ist eine Minderstadt in der tschechischen Region Jihomoravský kraj.

## Geographie
Pozořice liegt an der Grenze zwischen der Drahanská vrchovina (Drahaner Höhe) und Vyškovská brázda (Wischauer Tor), ca. 15 km östlich von Brünn und neun km von Slavkov u Brna.

## Geschichte
Über die Anfänge der Besiedlung und den Ursprung des Ortsnamens gibt es keine Belege. 1318 erfolgte ein erster schriftlicher Beleg über Puta von Posorschitz als Eigentümer des Dorfes. 1597 heiratete Maximilian von Liechtenstein Frau Katharina von Boskovic, nach deren Tod er Gut und Dorf (Herrschaft) Posorschitz erbte. Diese blieben bis 1918 im Eigentum der Liechtensteiner Dynastie.
1724 erfolgte die Einweihung der Barockkirche Mariä Himmelfahrt anstelle einer durch den Brand vernichteten Holzkirche. In den Jahren 1803–1817 soll in Posorschitz ein Gottlieb Schäfer eine Tuchmacher-Manufaktur (mit 16 Webstühlen und bis zu 70 Beschäftigten) besessen haben. Nach Abflauen der Konjunktur ist das Unternehmen in Konkurs gegangen. 1890 hatte Posorschitz 1000 Einwohner (11 Deutsche), im Besitz der Liechtensteiner war eine Dampfmühle, ein Ziegelwerk, eine Brauerei und eine Schnapsbrennerei.
1921 war der Anschluss der Gemeinde an den elektrischen Strom. 1925 begann eine regelmäßige Busverbindung mit Brünn und regelmäßige Filmvorführungen. 1930 hatte die Gemeinde 1370 Einwohner.
1939 flüchteten sechs junge Männer ins Ausland und nahmen dann am Zweiten Weltkrieg als Soldaten der britischen Armee und Luftwaffe teil. 1992 wurden alle sechs posthum zu Ehrenbürgern der Gemeinde ernannt. In den nationalsozialistischen KZ-Lagern sind 4 Einheimische und 7 jüdische Flüchtlinge, die in Pozořice im Krieg Asyl gefunden haben, ums Leben gekommen. Der 25. April 1945 war der Befreiungstag von der deutschen Besatzung durch die Rote Armee. Während der Kriegsereignisse im April 1945 sind auf dem Gebiet der Gemeinde 3 Einheimische und 37 sowjetische Soldaten getötet, (gefallene deutsche Soldaten wurden nicht gezählt). Etwa fünf Gebäude wurden bei Luftangriffen völlig zerstört.
1948/1949 erfolgte eine Verstaatlichung und spätere Auflösung der Kleinindustrie in der Gemeinde. 50–60 Arbeitsplätze bestanden in der Textil-, Möbelherstellung. 7–8 Bürger flüchteten ins westliche Ausland. 1951 wurde die Landwirtschaft durch die Gründung einer Genossenschaft mit 81 Mitgliedern unter der Leitung eines kommunistischen Kommissars kollektiviert. 1960 entstand ein neues Schulgebäude. 1980 wurden alle Straßen im Ort asphaltiert. 1988 erfolgte der Anschluss an die Gasleitung. 2004 wurden 17 Altenwohnungen mit Pflegedienst und 24 Kommunalwohnungen gebaut.
Bei der Parlamentswahl 2006 haben 72 % der Wahlberechtigten der Gemeinde teilgenommen mit dem Ergebnis (in %): National-konservative ODS – 34, Sozialdemokraten – 26, Christdemokraten – 16, Kommunisten – 13, Grüne 6.
Seit dem 26. Oktober 2006 ist Pozořice ein Městys. 2007 fanden Feierlichkeiten zum 100. Geburtstag des Dichters František Neužil statt. Neužil wurde in Jezera geboren und ist Autor von historischen Romanen, von denen einige das Leben in Pozořice schildern.

## Gemeindegliederung
Für die Gemeinde Pozořice sind keine Ortsteile ausgewiesen. Zu Pozořice gehört seit 1942 die Ansiedlung Jezera (Jesera).

## Wirtschaft und Infrastruktur
Die Gemeinde verfügt über jährliche Steuereinnahmen (2021) von ca. 500 € pro Einwohner. Zum Kataster gehören 1075 ha Waldboden, 310 ha Ackerland und ca. 1 ha Weinberge. Die meisten arbeitsfähigen Einwohner sind traditionell, seit etwa 1900 in Brünn beschäftigt. Busverbindung gibt es nach Brünn im Stundentakt, Autobahn- und Eisenbahnanschluss ist etwa 4 km entfernt. Fast alle Familien besitzen ein Wohnhaus mit durchschnittlich ca. 700 m² Garten.
Im Ort gibt es etwa 15 kleine Gewerbetreibende im Handwerk und Dienstleistungssektor, kleine Produktionen von Beton- und Plastikteilen, landwirtschaftliche Produktion hat wenig Bedeutung.

## Dienstleistungseinrichtungen
Eine Grundschule wird im Ort schon Anfang des 17. Jahrhunderts erwähnt. Im Schuljahr 2008/2009 sind 286 Schüler an der neunjährigen Schule angemeldet, in den Klassen 6–9 sind Kinder aus fünf umliegenden Dörfern.
Zu den Einrichtungen gehören auch ein Kindergarten für 60 Kinder, Poststelle, öffentliche Bücherei, die Freiwillige Feuerwehr Pozořice. Zur technischen und hygienischen Standardausstattung fehlte in der Gemeinde im Jahr 2009 nur noch ein Breitbandanschluss ans Internet.
Im Ort gibt es 3 Ärzte, eine Apotheke, eine Reihe von Lebensmittel- und Fachgeschäften, sowie kleinen Handwerksbetrieben, etwa 5 Gaststätten und Cafés, Unterkunft in einer Touristenherberge und eine Diskothek.

## Freizeit und Sport
In der Gemeinde sind 3 Sportvereine für Fußball, Volleyball, Tennis, Bowling, Aerobic, Radfahren aktiv, sowie Pfadfinder, Naturschützer, Bienenzüchter und etwa fünf andere Hobbyvereine. Im Jahr 2009 investiert die Gemeinde in Sportanlagen 220.000 €.